# Southerniella simplex
Southerniella simplex är en rundmaskart som beskrevs av Allgen 1932. Southerniella simplex ingår i släktet Southerniella och familjen Axonolaimidae. Inga underarter finns listade i Catalogue of Life.